# خواكين دي تشوريجيرا
خواكين دي تشوريجيرا أوكانيا (بالإسبانية: Joaquín de Churriguera)‏ معماري إسباني وواضع خطط رسم ألتربيس، وُلد في مدريد عام 1674. تطور نشاطه المعماري بشكل أساسي في مدينة سلامنكا الإسبانية، على الرغم من أنه عمل أيضاً في الأعمال ببعض المقاطعات مثل ثامورا وليون وكاسيريس. وعقب وفاته في بلاسينثيا بمقاطعة قصرش في سبتمبر عام 1724، بقيت بعض الأعمال غير المنتهية مثل جوقة كاتدرائية سلامنكا الجديدة، التي أكملها بعد ذلك أخيه الأصغر ألبرتو.

## حياته
هو ابن النحاث الشهير خوسيه سيمون دي تشوريجيرا، المولود في برشلونة، وماريا دي أوكانيا وأخ كل من خوسيه بينيتو وألبرتو دي تشوريجيرا، أعضاء سلالة من المهندسين المعماريين في فترة الباروكية. وُلد في منزل كان يملكه والديه في شارع أوسو في مدريد في 20 مارس عام 1674. وفي سن الخامسة، تُوفي والده وأصبح يتيمًا، ليكون في رعاية جده بالتبني خوسيه راتيس. وفي عام 1692، انتقل إلى سلامنكا بصحبة أخيه خوسيه بينيتو، الذي يكبره بتسعة أعوام، حيث استقر هناك.

## أعماله
من بين أهم أعماله يبرز تنفيذ قبة كاتدرائية سلامنكا الجديدة، التي بدات الأعمال بها عام 1714، ولكنها في الوضع الحالي تحتفظ بالتصميم القديم بشكل جزئي، عقب تدميرها بسبب الأضرار الناجمة عن زلزال لشبوبة عام 1755.
كما أنه ما بين أبرز أعماله يأتي مبنى أوسبيديريا عام 1715، التابع لكلية سان بارتولوميه والذي يقع إلى جانب قصر أنايا، والذي كان يضم الطلاب الذين كانوا يقومون بخدمة طلاب طبقة النبلاء والأغنياء الذين كانوا يشغلون الكلية. ويتم استخدامها الآن كونها تضم المدرجات والمكاتب، فيما تحولت الاسطبلات القديمة إلى كافتيريا الكلية. وقد نُظم المبنى وفق نظام توزيع الوحدات في فناء المبنى، وتلفت العمارة التي صُمم بها النظر إلى العمارة الباروكية، حيث توفرت بعض عناصر الزينة به.
تُعد كلية كالاترابا واحدة من أعماله الأخرى ذات القيمة المعمارية، والتب بدات أعمالها عام 1717 مع توظيف بعض عناصر عصر النهضة الجديدة، والتي استواحها من رودريجو خيل دي أونتانيون. ويبرُز بواجهة الكلية النبيلة برجان متقدمان على جانبي الواجهة، التي تم تنظيمها من خلال أعمدة تخللها فراغات جوفاء مستقيمة ومنحنية، تؤدي إلى واجهة هادئة التي تُتيح المرور إلى البوابة عبر تقسيمة مدرجة تم تطبيقها على جسدين، إضافة إلى قوصرة تقطع الدرابزين إلى واجهة المبنى.
شارك في عمل تكية لمجلس سلامنكا، في أوائل القرن العشرين، والتي كانت مقرًا لكلية سان أمبروسيو، إلا أنها الآن أصبحت مقرًا للأرشيف العام للحرب الأهلية الإسبانية.
كما أن خواكين دي تشوريجيرا شارك أيضًا في بعض الأعمال الأخرى مثل إغلاق جوقة كاتدرائية سلامنكا الجديدة، التي أكملها بعد ذلك أخيه ألبرتو، جنبًا إلى جنب مع إصلاح مصلى كنسي بيرا كروث وألتربيس كنيسة سانتا كلارا في سلامنكا. وقد أصلح برج كنيسة سان بيدرو وسان يديفونسو في ثامورا، وقام بتشييد البوابة الغربية لها؛ فيما قام بإعادة تشكيل محراب وألتربيس عبور العذراء في كاتدرائية بلاسينثيا.

## انظر ايضًا
- بيكتوريو ماتشو
- خوسيه دي إيرموسييا
- خوان دي ساجاربيناجا
- أنطونيو بالاثيوس
- رودريجو خيل دي أونتانيون